# Cláudia Chéu
Cláudia Lucas Chéu  (Lisboa, 3 de Janeiro de 1978) é uma poetisa, novelista, contista, dramaturga e argumentista portuguesa.

## Formação artística
- 2005 - Concluiu o curso de formação de actores da Escola Superior de Teatro e Cinema – ESTC
- 2002 - Curso de teatro com Mónica Calle no CEM
- 2001 - Workshop de performance com Roswita Klein

## Experiência artística

### Teatro

#### 2005
- Atriz no espetáculo Salário dos Poetas, de Guilherme Van Dicke, pela companhia de teatro O Bando, com encenação de João Brites
- Atriz na animação O Bando em Querença, integrado no Faro Capital da Cultura, com a Companhia de Teatro O Bando
- Atriz no espectáculo Batalha, na sala-estúdio do Teatro da Trindade, com encenação de Francisco Salgado
- Atriz na vídeo-performance Homem Absurdo, pela Companhia Inestética, com encenação de Alexandre Lyra Leite

#### 2004
- Atriz no espetáculo Vagamundo, a partir de textos de Al Berto, no CAL, com encenação de Ricardo Gageiro

#### 2003
- Participação especial como atriz na ópera Manon Lescaut, de Puccini, com encenação de Graham Vick, numa produção do Teatro de São Carlos.

- Participação na performance Eu, o lagarto, de Roswita Klein, no Teatro Taborda

#### 2002
- Atriz no espectáculo Peer Gynt, de Henrik Ibsen, encenado por João Lourenço, no Teatro Aberto

#### 2001
- Assistente de encenação de Ricardo Gageiro no Teatro Chão, com a peça Em Branco

#### 1999
- Co-fundadora do grupo de teatro de estudos portugueses da Universidade Nova de Lisboa – Grupesco, tendo realizado vários recitais cénicos.

#### 1992/1996
- Elemento do grupo de teatro A Farra, sob a direção de José Plácido, tendo realizado vários espetáculos

## Televisão
- Elenco Adulto, Prof. Ana em A Juventude do Século XXI , TVI, 2016
- Elenco Principal, Dora em Morangos com açúcar, TVI, 2006
- Participação Especial, em Amanhecer, TVI, 2002
- Elenco Adicional, Teresa Rodrigues em Anjo Selvagem, TVI, 2002
- Participação Especial, em O Último Beijo, TVI, 2002

### Cinema

#### 2000
- Atriz na curta-metragem Está História Está Mal Contada, de Christine Félix

#### 1999
- Atriz na curta-metragem O Quê, de Christine Félix

## Vida pessoal
Cláudia Chéu tem uma filha nascida a 21 de março de 2012, fruto da união de facto de mais de 10 anos ator Albano Jerónimo, que durou até 2014. Chéu é bissexual e desde 2016 namora a fotógrafa e enfermeira Magda Rodrigues.